# Partido de la Revolución Mexicana
El Partido de la Revolución Mexicana (PRM) fue un partido político mexicano, activo entre 1938 y 1946.
Fue creado por Lázaro Cárdenas del Río el 30 de marzo de 1938, como una de las últimas medidas para desmontar el aparato político, pero siguiendo por la misma línea ya que México carecía de democracia teniendo un sistema de partidos hegemónico institucionalizada por Plutarco Elías Calles en el contexto del, así llamado, maximato. Cárdenas eliminó la estructura basada en partidos regionales y estatales del antiguo Partido Nacional Revolucionario creado por Calles y la sustituyó por una de carácter corporativo o corporativista en la que se esperaba que los intereses de los ciudadanos fueran representados y transmitidos por los así llamados "sectores".
Los sectores del PRM fueron cuatro: obrero, campesino, popular y militar, que, a su vez, aglutinaban distintas organizaciones;  la CROM, La Confederación General de Trabajadores, El sindicato de Mineros y El sindicato de Electricistas; El sector Campesino Integrado por la Confederación Campesina Mexicana, Sindicatos Campesinos y Ligas de comunidades agrarias del sector popular formado por cooperativistas, artesanos, industriales, comerciantes, profesionales, etcétera, y el sector Militar en donde participaban miembros del ejército y la marina en forma individual.  El PRM sólo participó como tal en las elecciones presidenciales de 1940, apoyando la candidatura de Manuel Ávila Camacho, y las legislativas de 1943 (además de las elecciones estatales y municipales que ocurrieron entre 1938 y 1945), pues el 18 de enero de 1946 Ávila Camacho y el entonces recién nominado candidato presidencial Miguel Alemán Valdés impulsaron su transformación en Partido Revolucionario Institucional.

## Antecedentes
El Partido Nacional Revolucionario (PNR) se fundó en 1929 en un intento por sortear la crisis política que produjo el asesinato del presidente electo Álvaro Obregón. En su etapa inicial, fungió como un «conglomerado de partidos políticos regionales, estatales y nacionales» que se fueron subordinando al «poder central» del partido. Es decir, la formación partidista estaba conformada por «individuos y no por organizaciones». No obstante, en su Segunda Convención Nacional Ordinaria se transformó su estructura con la disolución de los partidos afiliados. Según Guillén Vicente (1997), esta situación inauguró la segunda fase que vivió el PNR, el «corporativismo». En ella se consolidó el «bonapartismo con la semicorporativización de las masas». Los obreros se agruparon en la Confederación de Trabajadores de México (CTM), los campesinos en la Confederación Nacional Campesina (CNC) y los burócratas en la Federación de Sindicatos de Trabajadores al Servicio del Estado (FSTSE).
En última instancia, los cambios estatutarios aprobados en esa convención representaron «cierta centralización» y el «desplazamiento de la base partidaria, de los partidos caudillistas a las organizaciones de masas». El 4 de septiembre de 1936, el PNR emitió un manifiesto para promover una «política de puertas abiertas» con la que lograr «una mayor participación de los obreros y campesinos dentro del partido y el promover la unificación de los mismos en dos frentes únicos». Lo anterior, sin embargo, no evitó que creciera el descontento para con la «estructura formal» de la formación. Garrido (2005) indica que la «necesidad de transformar formalmente» al partido se fue haciendo «más urgente» a finales de 1937 luego de los cambios que vivió la organización en su estructura y la situación nacional. A medida que los grupos derechistas y la «burguesía financiera e industrial» comenzaban a organizarse, el presidente Lázaro Cárdenas del Río necesitó de un «organismo político sólido» con el que defender las reformas de su gobierno. Por otra parte, su transformación ideológica y estructural representó también para el cardenismo la oportunidad de renovar su imagen y eliminar la identificación común que había del PNR con el régimen de Plutarco Elías Calles.
De acuerdo con González Casanova (1986) la transformación de la formación «obedeció a una política de las clases trabajadoras, sus organizaciones y sus coaliciones». El propósito de Cárdenas era formar un partido en el que los trabajadores pudieran ingresar «como colectividades no como individualidades, con derecho y opinión propias». A lo anterior, se sumó el «Bloque revolucionario» de la Cámara de Diputados que, a finales de octubre de 1937, remarcó la necesidad de «estudiar los procedimientos» para permitir una mejor comprensión entre los distintos grupos y sectores en el partido con el objetivo de «desarrollar una lucha más efectiva contra la guerra imperialista, la reacción y el fascismo». Finalmente, Barba González anunció en noviembre de ese mismo año que se convocaría a una convención nacional.

## Fundación

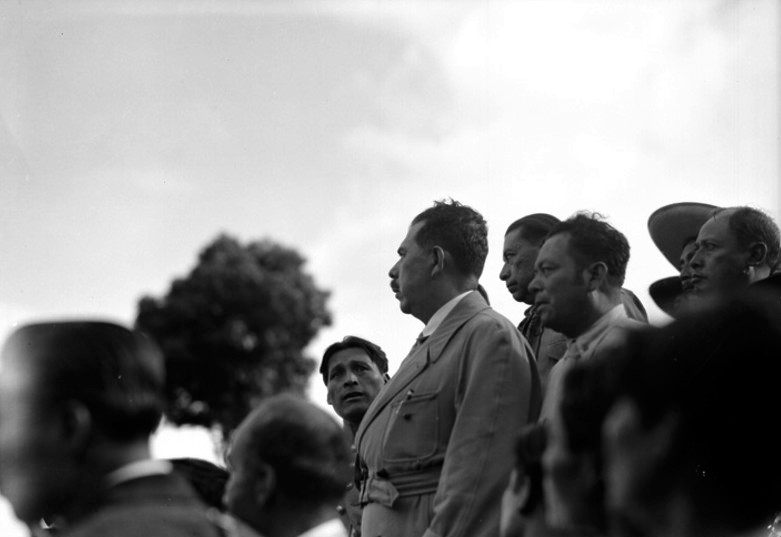
Lázaro Cárdenas del Río y campesinos, c. 1934.

Hasta ese momento, sin embargo, se desconocían proyectos de reestructuración del partido. Fue hasta el 14 de diciembre de 1937, cuando Cárdenas se reunió en privado en el Castillo de Chapultepec con un reducido grupo de personas —Vicente Lombardo Toledano, Víctor Manuel Villaseñor, Alejandro Carrillo Marcor, Ignacio García Téllez, Javier Icaza y Antolín Piña Soria— para explicarles «cuáles serían las bases para la reorganización» del PNR. Villaseñor escribió sobre la reunión: «[...] nuestro anfitrión esbozó a grandes rasgos su planteamiento acerca de transformar el PNR en un partido que tuviera como puntal la participación de los sectores campesino, obrero, popular y militar del país». Cuatro días después, Cárdenas y sus secretarios de Gobernación, Ignacio García Téllez, y Educación, Gonzalo Vázquez Vela, y el jefe de Prensa de la Presidencia, Agustín Arroyo Ch., se entrevistaron con Silvano Barba González, presidente del partido, y otros dirigentes para explicarles «la necesidad de transformarlo y de introducir reformas fundamentales para lograr una más sólida alianza entre obreros, campesinos, soldados y burócratas».
Luego de nueve años de existencia, el PNR «había cumplido su misión histórica [...] [y] era momento de la consolidación de la alianza obrero-campesino-popular-militar para darle una fuerza orgánica». El mismo día, el mandatario mexicano publicó un manifiesto en el que anunciaba al país los cambios en el partido para «vigorizar el organismo creado para la defensa de la Revolución [mexicana]» y que se traducían en la integración a su estructura del campesinado, el sector obrero, las mujeres, las agrupaciones juveniles y el ejército. Para Cárdenas, estos cambios darían al partido «nuevos rumbos más de acuerdo con el progreso de nuestras masas populares». Garrido (2005) detalla que en la adopción de una nueva estructura para el partido probablemente tuvieron un papel importante las «influencias doctrinales». No obstante, el elemento más relevante fue la «visión del Estado» del presidente Cárdenas, que influyó «decisivamente en la reestructuración».
En este sentido, González Guevara (1989) apunta que, de igual forma que el PNR con Elías Calles, el PRM se organizó por un llamado del presidente de la República. Con su manifiesto, Cárdenas también confirmó, en torno a esta formación política, su «carácter de órgano o partido oficial». En enero de 1938, siguiendo la instrucciones del mandatario, la dirigencia partidista nombró una comisión —conformada por Luis I. Rodríguez, Esteban García de Alba, Alfonso Sánchez Madariaga, León García y Edmundo M. Sánchez— para estudiar los cambios a realizar en los documentos oficiales. El anteproyecto presentado por algunas organizaciones nombró a la nueva formación «Partido Socialista Mexicano». La comisión, sin embargo, aunque adoptó lo «esencial» de la propuesta rechazó el nombre, por lo que en adelante se llamó «Partido de la Revolución Mexicana» y tomó el lema «Por una democracia de trabajadores».
El 18 de enero, el Comité Ejecutivo Nacional (CEN) del partido publicó la convocatoria a la III Asamblea Nacional Ordinaria del PNR —la asamblea constituyente del PRM— que celebraría del 30 de marzo al 1 de abril de 1938 en el Palacio de Bellas Artes de la Ciudad de México. Su objetivo sería el de «discutir y aprobar» los documentos básicos de la nueva formación para reemplazar al PNR. La convocatoria hacía el llamado a cuatro sectores: obrero, campesino, militar y popular. Este último agrupaba a mujeres, jóvenes, profesionistas, comerciantes y obreros no incluidos en el primero. A cada uno se le asignó un número de delegados —elegidos en convenciones estatales celebradas entre el 20 de febrero y el 6 de marzo siguientes—: 96 al obrero —setenta para la CTM, dieciséis para la Confederación Regional Obrera Mexicana (CROM) y diez para la Confederación General de Trabajadores (CGT)— más un delegado designado por cada central sindical, 96 para el campesino —tres por estado de la República—, 96 al popular y para el militar «cinco delegados en representación del personal de las dependencias superiores y un delegado por cada corporación». También serían delegados los integrantes del CEN del PNR y habría tres representantes de cada bloque del partido en el Congreso de la Unión —integrados en el sector popular—.
De acuerdo con Garrido (2005), las listas publicadas por la formación mostraron que la mayor parte de los delegados eran «políticos profesionales, de probada filiación cardenista y entre ellos muchos diputados». Desde el exilio, Calles le comentó a Joaquín Amaro Domínguez su opinión sobre la transformación del partido. Para el exmandatario, la integración de campesinos, soldados y trabajadores demostraba una «tendencia típicamente comunista». Por otra parte, consideraba que trasladar al ejército a la política era «algo maquiavélico» que tenía como fin la «desmoralización» y destrucción de «la única fuerza organizada que tiene el movimiento revolucionario». En este sentido, la incorporación del sector castrense «fue la más discutida» dado que se temía hubieran divisiones al interior del ejército y peligrara la estabilidad en el país. Por tanto, Manuel Ávila Camacho, secretario de la Defensa Nacional, publicó el 3 de marzo una ponencia —aprobada por el presidente Cárdenas— sobre la participación militar en el PRM.
Para Cruz Rivera (2014), un hecho «crucial» para que «el cambio dentro del PNR se aceptara con pocos obstáculos» fue el decreto de expropiación de los bienes de la industria petrolera que Cárdenas promulgó el 18 de marzo de 1938, unos días antes de la asamblea, ante la negativa de las empresas extranjeras de acatar una sentencia de la Suprema Corte de Justicia de la Nación. Aunque causó que medios, dirigentes políticos y líderes sindicales se desinteresaran de la situación del partido, apoyó la «idea de la necesidad de [reunir a los sectores] para beneficio de las reformas sociales» y «reforzó» la «unidad popular» alrededor del presidente, lo que le facilitó concretar su proyecto en torno al PNR.

### Asamblea Nacional Constituyente

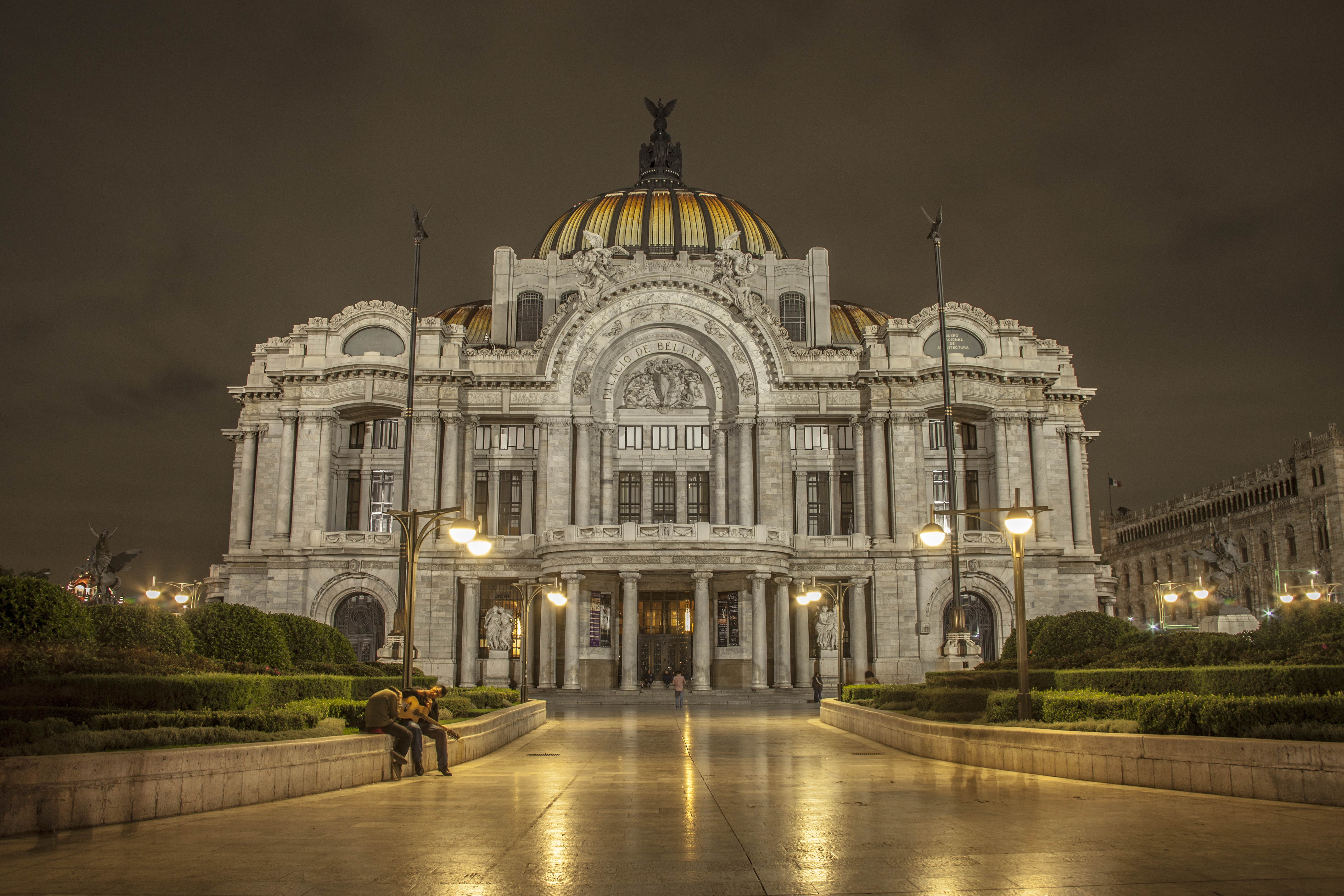
Exterior del Palacio de Bellas Artes de la Ciudad de México.

El 30 de marzo, se reunieron los 393 delegados —cien del sector obrero, 96 del popular, 96 del campesino y 101 del militar— en el Palacio de Bellas Artes de la Ciudad de México. La asamblea fue presidida por Barba González, Heriberto Jara, Alfonso Corona del Rosal, Alfonso Sánchez Madariaga, Luis Padilla y Esteban García de Alba. El primero abrió la sesión afirmando que el CEN del PNR se retiraba «con la satisfacción de haber colaborado con el régimen de Cárdenas». Se disolvió el PNR y a las 15:30 horas Barba González declaró formalmente constituido el nuevo partido.
También se firmó el «Pacto Constitutivo del Partido de la Revolución Mexicana» que establecía en su introducción: «Los sectores revolucionarios de México, integrados por las agrupaciones campesinas y obreras, por los elementos militares y por los contingentes populares, [...] constituyen solemnemente, en este día treinta de marzo de 1938, el Partido de la Revolución Mexicana». Con las cláusulas segunda y tercera del Pacto se determinó que el sector campesino estaría integrado por la Confederación Campesina Mexicana, los Sindicatos Campesinos y las Ligas de Comunidades Agrarias y el obrero por la CTM, la CROM, la CGT y los sindicatos de Mineros y de Electricistas. Además, les otorgaban autonomía a esas organizaciones, por lo que serían responsables de «la dirección y disciplina de sus afiliados, en cuanto al desarrollo de su acción social y realización de sus finalidades específicas».
Sin embargo, para Córdova (2006) con la séptima cláusula la autonomía pasaba a ser un «franco aislamiento», puesto que comprometía a las «Agrupaciones Campesinas [...] a no admitir en su seno a los contingentes que a la fecha pertenezcan a cualquiera de las Organizaciones Obreras» y viceversa. Por otra parte, el sector popular quedó conformado por cooperativistas, artesanos, profesionistas, agricultores, industriales y empleados —por afiliación individual— y el militar por los integrantes del Ejército y la Marina, en su «exclusivo carácter de ciudadanos» y no como «corporaciones». Todos, a su vez, aceptaban la obligación de no realizar acciones «de naturaleza político-electoral, si no [era] por medio» del nuevo partido. Igualmente, se reconocían a los «contingentes femeninos», considerados «en plano de completa igualdad con los elementos masculinos». En la asamblea también se discutieron y aprobaron los documentos básicos del PRM, su Declaración de Principios y su Programa de Acción. Además, se eligieron los integrantes de su Consejo Nacional.

### Documentos oficiales
Según Salmerón Sanginés (2000), los documentos básicos se aprobaron «prácticamente sin discusión» y fueron redactados por una comisión ad hoc conformada por Lombardo Toledano —sector obrero—, Manuel del Castillo —sector agrario—, Carlos A. Madrazo —sector popular—, Edmundo M. Sánchez Cano —sector militar— y Refugio García —grupos femeninos—. Madrazo leyó un informe de la comisión sobre los Estatutos, la Declaración de Principios y el Programa de Acción en el que se enfatizaban los cambios al compararlos con los del PNR. Garrido (2005) destaca que, «uno de gran importancia», era que el PRM se mostraba, en lo sucesivo, «partidario de una transformación de la sociedad». En la «Declaración de Principios y Programa de Acción del Partido de la Revolución Mexicana», la nueva formación aceptaba, sin reservas, «el sistema democrático de gobierno». Por otra parte, reconocía a la lucha de clases como una condición de la sociedad mexicana, inherente al régimen capitalista de producción y sostenía el derecho de los trabajadores «de contender por el poder político» y el de agrandar al «frente único» con agrupaciones que, «sin pertenecer al trabajo organizado», tuvieran «objetivos afines».
Asimismo, consideraba que uno de sus «objetivos fundamentales» era el de preparar al «pueblo para la implantación de una democracia de trabajadores y para llegar al régimen socialista». Veía como un «acto de justicia requerido por la Revolución» el colocar a la mujer en «un plano de derechos y prerrogativas idénticos a los que disfrutan los individuos del sexo masculino», por lo que buscaría para ellas el «derecho al trabajo [...] en iguales condiciones», una igualdad de derechos civiles y políticos, así como idénticas oportunidades para su «preparación profesional y cultural». También se propuso, en «un estricto sentido revolucionario», apoyar la «causa de la emancipación proletaria» con el fin de «que triunfe la justicia social». Para ello, planteaba acciones como ayudar a las clases obreras con la elaboración de «su programa clasista», impulsar la preparación técnica, procurar la aplicación de «preceptos constitucionales» laborales, promover reformas a la Constitución y a la Ley Federal del Trabajo, pugnar por el seguro obrero, vigilar que se respetara el derecho de huelga, gestionar la creación de «nuevas instituciones de crédito» y trabajar por una nacionalización progresiva de «la gran industria».
El PRM colaboraría con el gobierno para implementar el sistema cooperativista y buscaría una mayor intervención del Estado en asuntos económicos, así como la ampliación de la cobertura médica y educativa. En términos internacionales, asumía la lucha contra el fascismo y «cualesquiera otras formas de opresión que adopte la clase privilegiada de la sociedad», el apoyo a las «democracias internacionales» y el respeto al «derecho de los pueblos débiles» —los principios de no intervención y autodeterminación de los pueblos como «rectores del derecho internacional»—. Lajous (1979) también destaca la implementación de un «programa educativo oficial a las escuelas particulares», la libertad para los pueblos indígenas, el control de precios y «el fomento de la construcción de habitaciones populares», entre otras acciones que el partido se planteaba realizar o alentar.
Por su parte, los Estatutos establecían una doble estructura para el partido. La primera sería directa y territorial, conformada por el Consejo Nacional (CN) y el Comité Central Ejecutivo (CCE). La segunda era indirecta, estaba integrada por los cuatro sectores y era la predominante. La afiliación debía ser «global» para aquellos miembros de alguna organización, e individual para los «miembros del sector popular "no organizados"» con una solicitud por escrito y por medio de los «órganos de dirección». A diferencia del PNR, Garrido (2005) afirma que la estructura directa estaba «más sólidamente articulada» y tenía un «armazón bastante original». El CN era el «órgano supremo» de la formación —el Consejo Directivo Nacional en el PNR— y junto con el CCE eran los «órganos centrales». Este último se constituyó de seis miembros que ocupaban su cargo durante tres años. En el caso del CN, se formaba con los seis integrantes del CCE, así como seis representantes de los sectores y uno de cada uno de los bloques partidistas en el Congreso de la Unión.

## Organización

### Estructura
De acuerdo con los Estatutos de 1938, el PRM tuvo una doble estructura, una territorial —directa— y otra sectorial —indirecta—. Sobre la estructura sectorial, Salmerón Sanginés (2000) señala que de los artículos 2.° al 5.° se replicaba los estipulado en el Pacto Constitutivo en cuanto a la composición que tendrían y las condiciones que debían cumplir. Sin embargo, el artículo 6.° agregaba que, para ser miembro del partido, se debía cumplir la condición de «pertenecer a cualquiera de los sectores que lo constituyen». Es decir, una afiliación «global» para los integrantes de las organizaciones que constituyeron al partido. Mientras que, para el resto, debía ser «individual» con una solicitud por escrito y a través de los órganos directivos. Estos últimos fueron definidos por los Estatutos y, en orden de jerarquía, serían: la Asamblea Nacional, el Comité Nacional (CN), el Comité Central Ejecutivo (CCE), el Consejo Regional, el Comité Ejecutivo Regional (CER) y el Comité Municipal.
Garrido (1990) señala que el PRM se diferenció de su predecesor por «la estructura sectorial que adquirió». Sin embargo, ambos compartían la «ausencia de instancias internas de participación». Para el autor, con la doble estructura la formación «tenía una rigidez mayor», aunque era «evidente» que «el problema de la democracia interna» no había sido considerado al momento de la elaboración de sus documentos oficiales. Por otra parte, afirma que la estructura directa o «tradicional» parecía limitarse solamente a una «función representativa». Los «órganos superiores» fueron el CN y CCE. Según los Estatutos, este último estaba formado por seis personas y su cargo duraba tres años: un presidente y una secretaria de acción femenil —ambos elegidos por la Asamblea— y un secretario de acción obrera, uno de acción agraria, uno de acción social y militar y uno de acción popular y cultural —seleccionados por sus respectivos sectores—. Este era el órgano ejecutivo del CN y las asambleas y se encargaba de «dirigir los trabajos» del PRM y dentro de sus funciones estaban formular, apoyado por el CN y el gobierno federal, «el Programa anual de la administración pública» y el «proyecto de Plan de gobierno» que debían aprobarse en la misma Asamblea en la que se seleccionara el candidato presidencial del partido.
No obstante, Salmerón Sanginés (2000) aclara que, en la práctica, no existió la secretaria de acción femenil y su puesto en el Consejo y el Comité lo ocupó el secretario general —cargo elegido por el CN—. Por su parte, el Comité Nacional estaba formado por 32 miembros —un diputado, un senador, seis miembros de los sectores y los seis integrantes del CCE— y su trabajo era orientar al CCE, convocar a la Asamblea Nacional e interpretar los Estatutos. En un nivel estatal y municipal se repetía esta estructura: el Consejo Regional representaba al partido y el Comité Ejecutivo Regional era su órgano ejecutivo, por lo que ejecutaba sus acuerdos y los de las asambleas. De acuerdo con Nava (1988), pese a que los Estatutos definían la composición y las funciones que los Consejos Regionales debían tener, en los ocho años que vivió el PRM «jamás fueron constituidos ni uno solo de ellos». Esta situación, afirma, «repercutió decisivamente en la praxis política y social» del partido.
La estructura sectorial e indirecta fue, sin embargo, la predominante. Para Garrido (1990) esto se observa no solo por la afiliación «global» de quienes integraron las organizaciones de los sectores, sino también por los cuatro procedimientos definidos para la elección de los candidatos perremistas que «privilegiaban el voto sectorial» y que relegaban a los órganos partidarios «a tener un carácter legitimatorio». La designación del candidato presidencial debía ocurrir en un Asamblea Nacional y por voto de los sectores —cuyo valor era idéntico—. En el caso de las senadurías y gubernaturas, se elegían mediante elecciones primarias de los sectores —los militares se integraban en el sector popular—. Posteriormente, en una Asamblea Regional, los delegados tendrían un número de votos equivalente a la cantidad de miembros de su sector. Finalmente, los diputados locales y federales eran designados en un procedimiento en el que participaba un único sector, seleccionado previamente por el CCE.

#### Presidentes del Partido
Los siguientes fueron los presidentes del Comité Central Ejecutivo entre 1938 y 1946:
- 2,[37] 4 o[22] 5[30] de abril de 1938 al 19 de junio de 1939: Luis I. Rodríguez
- 19 de junio de 1939 al 2 de diciembre de 1940: Heriberto Jara
- 2 de diciembre de 1940 al 18 de enero de 1946: Antonio I. Villalobos

### Características
Córdova (1979) señala que los procedimientos de elección interna eran «un mero símbolo» que «alimentaba la imagen del "partido de los trabajadores"», pero que realmente fungía como «mecanismo de distribución de puestos» gracias al que se conservaba la «fidelidad de los sectores». Aunque sí destaca el papel que las organizaciones tuvieron y que, además de ser «las que constituyen los verdaderos miembros del partido», «dentro del partido oficial quienes hacen política son las organizaciones  [sic]». Garrido (1990) también indica que la organización interna era más «deficiente» que la del PNR. Añade que, contrario al lema partidista —«Por una democracia de los trabajadores»—, los trabajadores de la ciudad y el campo «no tuvieron espacios de vida de partido ni en el PRM ni en la mayor parte de sus organizaciones sindicales».
Según Garrido (2005), Luis I. Rodríguez, primer presidente de la formación, afirmó que el PRM era una organización de masas y no se sustentaba en bases «estrechas y restringidas». Para Rodríguez, se trataba del «partido de la plena reivindicación de México». Por otra parte, el PRM se presentó como el «heredero legítimo» de las fuerzas revolucionarias, a la vez que «se reclamaba de Lázaro Cárdenas». No obstante, y sin estar plenamente consciente de ello, heredó las prácticas del callismo. Dice el autor que, luego del «periodo de euforia nacionalista» que significó la expropiación petrolera y la transformación del partido, no se interesaron en desarrollar prácticas democráticas en su interior. Pese a los cambios realizados, el PRM seguía siendo el «partido oficial» y sus «funciones esenciales» siguieron siendo las mismas.
Hernández y López (1990) dicen del nuevo partido, «símbolo de continuidad y cambio», que se sustentaba en el «encuadramiento de las organizaciones de masas» que incorporaron aproximadamente a 4 305 000 miembros y, de ellos, alrededor de dos millones y medio eran campesinos. Empero, señalan, esta «fuerza» del sector campesino «no se tradujo [...] en una ocupación proporcional de los puestos de elección popular». Por su parte, Álvarez Enríquez (2004) indica que entre los años treinta y cuarenta, especialmente en el periodo cardenista, el régimen político mexicano se consolidó y culminó el proceso de «institucionalización política». El PRM fue una «pieza clave», tanto por ser «el principal portavoz de la política populista» del presidente, como por su estructura «integradora y reguladora» de los sectores sociales. La incorporación de los sectores fue, sin embargo, una «estrategia política» que le permitió al régimen construirse una «amplia base social» para legitimarse.
La forma en que se encauzó la participación de las organizaciones de masas, casi exclusivamente por medio de «canales institucionales» y subordinando su actuar político a los intereses de partido y Estado, creó, en términos de Meyer y Reyna (2005), una «tutela política institucionalizada». Asimismo, el periodo del PRM representó también «el límite entre la cima del bonapartismo mexicano y el principio» de su «decadencia». Respecto a su imagen, el partido mantuvo el mismo emblema que su antecesor con los colores nacionales, aunque también usó una bandera roja con sus siglas en blanco. Además, circuló una ilustración en la que un soldado, un campesino, un obrero y un hombre de la clase media —«discretamente oculto»— sostenían la bandera del partido. Imagen que, de acuerdo con Garrido (2005), recordaba al «realismo socialista soviético». En este sentido, desde la visión del empresariado y las clases medias de la sociedad se rechazó la formación por lo que se veía como una «radicalización» del partido.

#### Ideología
La ideología del PRM fue, para González Guevara (1989), la «más radical» que el partido siguió —al considerar al PNR, PRM y al Partido Revolucionario Institucional (PRI) como un contínuum—. Por su parte, González Casanova (1979) afirma que sus principios ideológicos representaron una mezcla de los pensamientos social y neoliberal de la Revolución mexicana, combinados con el socialismo y marxismo. El partido expresaba su respeto a la Constitución Política de 1917, especialmente al principio de no reelección, reconocía la existencia de la lucha de clases «como fenómeno inherente al régimen capitalista de producción» y se planteaba el objetivo de preparar al «pueblo para el régimen socialista». Aunque, para Medin (1990), el estatismo manifestado en el cardenismo era un medio para controlar y regular la lucha de clases, con el que se evitaba que se desbordaran «los límites constitucionales» y se condujera a la «revolución socialista». Además, el autor asegura que la «ideología socialista» postulada era más una «retórica y nomenclatura» y no una «comprensión real de sus significados esenciales y operativos». Resultado de esta postura fue la reforma constitucional con la que se implementó la «educación socialista» en México.
Camacho Alfaro (2016) resume la ideología perremista en «nacionalista, obrerista y agrarista», a la que suma posicionamientos antiimperialistas y antifascistas que la formación adoptó. No obstante, hacia finales del periodo cardenista, la elección de Ávila Camacho y las «presiones del exterior» sumadas a la «división interna» impidieron continuar con el «radicalismo» del presidente Cárdenas y llevaron a la «moderación». Coincide Córdova (2006) al señalar que luego de marzo de 1938, la «lucha reivindicativa se estancó» e inició un nuevo sistema. Las elecciones de 1940 fueron una «prueba general» en la que las masas fungían como «plataforma para el cambio institucional del poder presidencial». Desde entonces, y «sin posibilidades de decidir nada», eran el soporte del nuevo «régimen institucional». Por otra parte, Medin (1990) apunta que dos factores favorecieron la «reconciliación nacional» que llevó a la neutralización progresiva de la lucha de clases: la «gran conflagración mundial» —que amenazaba económica y militarmente al país— y la llegada de Ávila Camacho al poder luego de una reñida campaña. Sin embargo, también considera que la conciliación se facilitó por medio de los propios logros sociales del cardenismo: Cárdenas, «con sus logros» y «paradójicamente», hizo factible la moderación y unidad nacional, mientras que Ávila Camacho las efectuó como una medida para solucionar en términos políticos, sociales y económicos la «coyuntura internacional».
En su programa, el PRM se planteba seguir un proyecto de capitalismo de Estado, nacionalista, antimonopolio y antifeudalista. Buscaría una mayor intervención estatal en la economía, dar preferencia al «capital nacional», extender la seguridad social, buscar la igualdad de la mujer y los indígenas y «lograr que el Estado asumiera la responsabilidad plena de la educación».

### Candidatos presidenciales
| Elección | Candidato            | Votos     | Total de votos válidos | Porcentaje | Resultado    |
| --- | -------------------- | --------- | ---------------------- | ---------- | ------------ |
| 1940 | Manuel Ávila Camacho | 2 476 641 | 2 637 222              | 93.9 %     | Primer lugar |
| Fuente: Nohlen, Dieter (2005). «Mexico». Elections in the Americas. A Data Handbook (en inglés). I. North America, Central America and the Caribbean. Oxford: Oxford University Press. p. 472. ISBN 0-19-928357-5. |                      |           |                        |            |              |